# ميس شاحب
ميس شاحب (الاسم العلمي:Celtis pallida) هو نوع من النباتات يتبع جنس الميس من الفصيلة القنبية.